# Discografia di Mike Oldfield

## Album in studio
- 1973 – Tubular Bells
- 1974 – Hergest Ridge
- 1975 – Ommadawn
- 1978 – Incantations
- 1979 – Platinum
- 1980 – QE2
- 1982 – Five Miles Out
- 1983 – Crises
- 1984 – Discovery
- 1984 – The Killing Fields
- 1987 – Islands
- 1989 – Earth Moving
- 1990 – Amarok
- 1991 – Heaven's Open
- 1992 – Tubular Bells II
- 1994 – The Songs of Distant Earth
- 1996 – Voyager
- 1998 – Tubular Bells III
- 1999 – Guitars
- 1999 – The Millennium Bell
- 2002 – Tr3s Lunas
- 2003 – Tubular Bells 2003
- 2005 – Light + Shade
- 2008 – Music of the Spheres
- 2014 – Man on the Rocks
- 2017 – Return to Ommadawn

## Album dal vivo
- 1975 - The Orchestral Tubular Bells
- 1979 - Exposed

## Raccolte
- 1976 – Boxed
- 1976 – Collaborations
- 1979 – Impressions
- 1980 – Mike Oldfield's Wonderland
- 1980 – Music Wonderland
- 1981 – Episodes
- 1985 – The Complete Mike Oldfield
- 1987 – A Virgin Compilation
- 1990 – Collector's Edition Box I & II
- 1993 – Elements – The Best of Mike Oldfield
- 1993 – Elements Box
- 1997 – XXV: The Essential
- 2001 – The Best of Tubular Bells
- 2002 – Collection
- 2003 – The Complete Tubular Bells
- 2006 – The Platinum Collection
- 2009 – The Mike Oldfield Collection 1974–1983
- 2012 – Icon
- 2012 – Two Sides: The Very Best of Mike Oldfield
- 2012 – Mike Oldfield Classic Album Selection 1973–1980
- 2013 – Tubular Beats
- 2013 – Moonlight Shadow: The Collection
- 2014 – The Studio Albums 1992–2003
- 2015 – The Best of 1992–2003
- 2016 – The 1984 Suite

## EP
- 1978 – Take Four
- 1981 – The Singles
- 1982 – The Mike Oldfield EP
- 1998 – The X-Files Theme EP

## Singoli
- 1973 – Tubular Bells
- 1974 – Mike Oldfield's Single
- 1975 – Don Alfonso
- 1975 – In Dulci Jubilo/On Horseback
- 1976 – Portsmouth
- 1977 – William Tell Overture
- 1977 – Cuckoo Song
- 1979 – Guilty
- 1979 – Blue Peter
- 1980 – Arrival
- 1980 – Sheba/Wonderful Land
- 1982 – Five Miles Out
- 1982 – Family Man
- 1982 – (It Was A) Mistake
- 1983 – Moonlight Shadow
- 1983 – Shadow on the Wall
- 1984 – Crime of Passion
- 1984 – To France
- 1984 – Tricks of the Light
- 1984 – Étude
- 1985 – Pictures in the Dark
- 1986 – Shine
- 1987 – In High Places
- 1987 – Islands
- 1987 – The Time Has Come
- 1987 – Magic Touch
- 1988 – Flying Start
- 1989 – Earth Moving
- 1989 – Innocent
- 1989 – (One Glance Is) Holy
- 1990 – Étude (Nurofen Advert)
- 1991 – Heaven's Open
- 1991 – Gimme Back
- 1992 – Sentinel
- 1992 – Tattoo
- 1993 – The Bell
- 1993 – Moonlight Shadow
- 1993 – In Dulci Jubilo
- 1994 – Hibernaculum
- 1995 – Let There Be Light
- 1996 – The Voyager
- 1997 – Women of Ireland
- 1998 – Man in the Rain
- 1999 – Far Above the Clouds
- 2002 – To Be Free
- 2002 – Thou Art in Heaven
- 2005 – Surfing
- 2008 – Spheres
- 2012 – Tubular Bells/In Dulci Jubilo
- 2014 – Sailing
- 2014 – Moonshine

## Videografia
- 1977 – Reflection
- 1979 – The Space Movie
- 1979 – Exposed
- 1980 – The Essential Live
- 1981 – Live at Montreux 1981
- 1984 – The Killing Fields
- 1988 – The Wind Chimes
- 1992 – Tubular Bells II
- 1993 – Elements - The Best of Mike Oldfield
- 1998 – Tubular Bells III, The Performance Live
- 2000 – The Art in Heaven Concert (Live in Berlin)
- 2006 – Best of Night of the Proms – Volume 2
- 2006 – Best of Night of the Proms – Volume 3
- 2012 – 2012 Summer Olympics opening ceremony